# Pierre Pribetich
Pierre Pribetich, né le 28 décembre 1956 à Roubaix, est un professeur à l'université de Bourgogne et un homme politique français. Il est député européen de 2007 à 2009 et député de la 3e circonscription de la Côte-d'Or depuis 2024.

## Biographie

### Formation et parcours professionnel
Il est titulaire d'un doctorat en électronique, obtenu à l'université de Lille.
Entre 1984 et 1994, il est chargé de recherches au CNRS sur la simulation des phénomènes électromagnétiques pour les circuits micro-ondes.
À partir de 1994, il est professeur des universités en électromagnétisme des circuits RF et micro-ondes à l'université de Bourgogne.

### Parcours politique

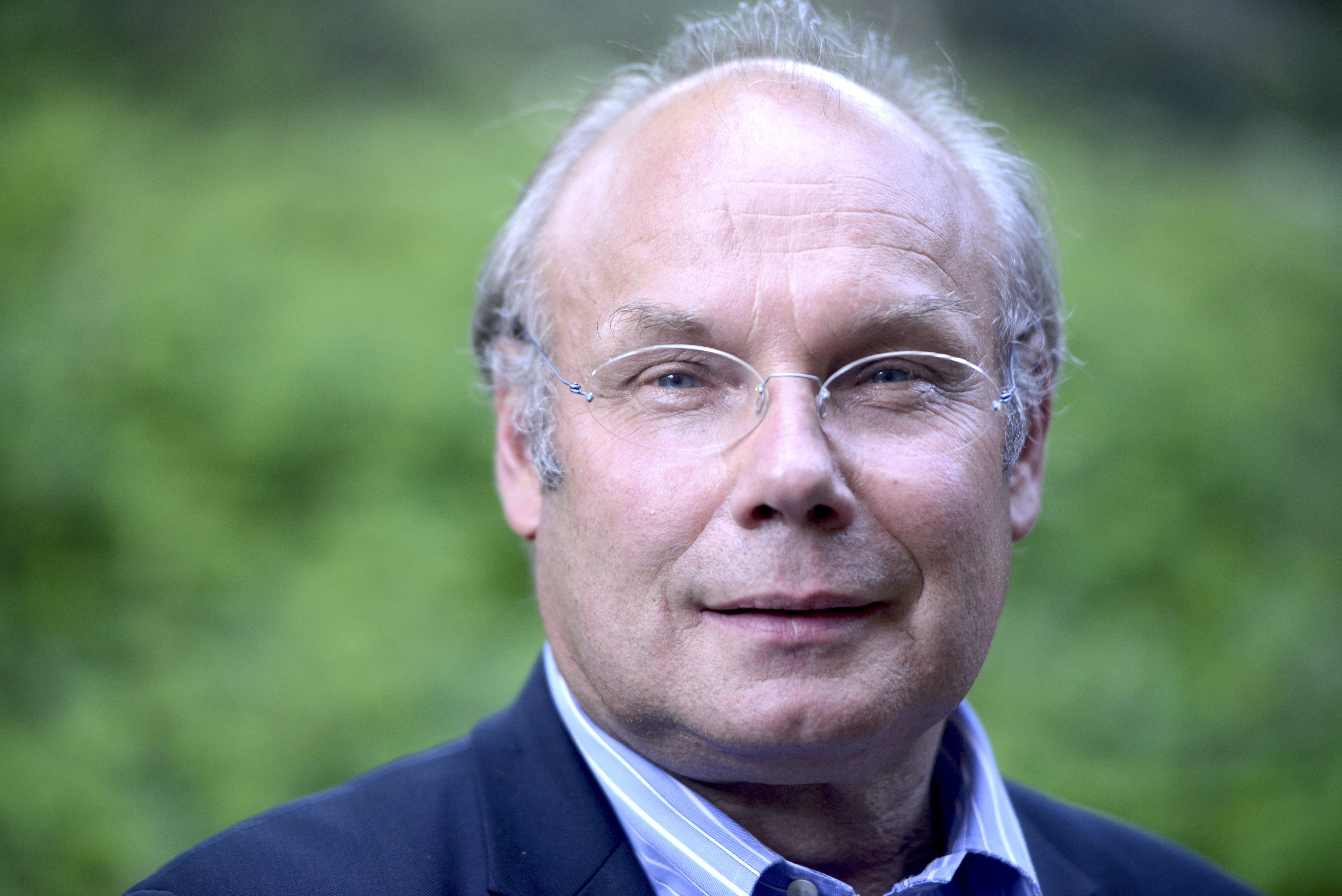
Pierre Pribetich, le 16 mai 2017 à Dijon.

Membre du PS depuis 1986, il devient adjoint au maire de Dijon en 2001, chargé de l'urbanisme et vice-président du Grand Dijon.
Il est surnommé « Monsieur Béton » par certains habitants de Dijon en raison de son engagement dans une politique de construction et de bétonisation massive dans la métropole.
De juin 2007 à juin 2009, il a été député européen, en remplacement de Pierre Moscovici, élu à l'Assemblée nationale française. Il démissionne alors de son mandat d'adjoint au maire de Dijon, mais reste vice-président de l'agglomération. En 2008, il devient premier vice-président de celle-ci.
Animateur de la campagne de François Hollande sur la deuxième circonscription de la Côte-d'Or, il a été désigné candidat du Parti socialiste sur cette circonscription pour les élections législatives de 2012. Au second tour, il échoue avec 48 % des voix face au sortant Rémi Delatte (UMP).
Il est candidat aux élections européennes de 2014 sur la liste menée par Edouard Martin et Catherine Trautmann.
Au cours de l'été 2015, il assure l'intérim à la présidence du Grand Dijon à la suite du décès d'Alain Millot. Candidat du PS aux législatives de 2017, il est éliminé dès le premier tour, en récoltant 5,7% des voix.
En 2020, il est reconduit dans ses fonctions locales.
Il fait partie des socialistes opposés à l'union de la gauche au sein de la Nouvelle union populaire écologique et sociale, dont il critique le programme, notamment l’augmentation du Smic. Proche de Stéphane Le Foll, il se propose de construire avec lui une « nouvelle fédération à gauche ».
En juin 2024, il se porte candidat aux élections législatives anticipées dans la 3e circonscription de la Côte-d'Or, sous la bannière du Front populaire, alors même qu'il indiquait, le 5 mai 2022, par voie de presse que cette alliance était « une erreur politique », dénonçant notamment le programme « irréalisable » de La France insoumise. Il obtient 53,15 % des voix face à l'ancien préfet Thierry Coudert et candidat des Républicains à droite alliés au Rassemblement national, alliance classée par le ministère de l'Intérieur et des Outre-mer dans la nuance Union de l'extrême droite,. Il succède ainsi à Philippe Frei, suppléant de la ministre déléguée chargée des Personnes âgées et des Personnes handicapées, Fadila Khattabi (RE),.

## Détail des mandats et fonctions

### À l'Assemblée nationale
- depuis le 8 juillet 2024 : député de la troisième circonscription de la Côte-d'Or

### Au Parlement européen
- juillet 2007 - juillet 2009 : député européen

### Au niveau local
- mars 2001 - juillet 2007 : adjoint au maire de Dijon, délégué à l'urbanisme
- mars 2001 - mars 2008 : vice-président de la communauté d'agglomération de Dijon
- mars 2008 - avril 2014 : 1er vice-président de la communauté d'agglomération de Dijon
- juillet 2015 - avril 2017 : 1er vice-président de la communauté urbaine du Grand Dijon
- juillet - août 2015 : président de la communauté urbaine du Grand Dijon (intérim)
- depuis septembre 2009 : adjoint au maire de Dijon, délégué à l'urbanisme

- depuis avril 2017 : 1er vice-président de Dijon Métropole

### Au sein des partis
- 2005 - 2008 : délégué national au Logement du Parti socialiste
- 2005 - 2012 : conseiller national du Parti socialiste
- depuis 2018 : conseiller national du Parti socialiste
- depuis 2019 : membre du bureau national du Parti socialiste

## Résultats aux élections législatives
| Année | Parti et coalition | Parti et coalition | Circonscription    | 1er tour | 1er tour | 1er tour | 2d tour | 2d tour | 2d tour | Issue |
| Année | Parti et coalition | Parti et coalition | Circonscription    | Voix     | %        | Rang     | Voix    | %       | Rang    | Issue |
| ----- | ------------------ | ------------------ | ------------------ | -------- | -------- | -------- | ------- | ------- | ------- | ----- |
| 2024  |                    | PS (NFP)           | 3e de la Côte-d'Or | 14 533   | 29,59    | 2e       | 24 555  | 53,15   | 1er     | Élu   |

## Distinctions
- Chevalier de l'ordre national du Mérite (19 mai 2018)[8]